# Gela
Gela ist eine Stadt im Freien Gemeindekonsortium Caltanissetta in der Region Sizilien in Italien mit 70.856 Einwohnern (Stand 31. Dezember 2023).

## Lage und Daten
Gela liegt am Mittelmeer, ist ca. 50 Kilometer von Caltanissetta, der Hauptstadt des Freien Gemeindekonsortiums, entfernt und liegt 86 Kilometer südwestlich von Catania. Es kann von Syrakus und Caltanissetta aus mit der Eisenbahn erreicht werden.
In Gela endet die Europastraße 45.
Gela ist Hafenstadt und war Zentrum der Erdölraffinerie. Die Raffinerie schloss 2015. Das Areal wird noch von Eni als Lagerstätte genutzt.
Bürgermeister der Stadt ist seit Mai 2015 Domenico Messinese, M5S, der im Dezember 2015 aus der Partei ausgeschlossen wurde, da er sich weigerte, die parteiinternen Vereinbarungen, 30 % der jeweiligen Gehälter abzuführen, einzuhalten.
Die Nachbargemeinden sind Acate (RG), Caltagirone (CT), Butera, Mazzarino und Niscemi.

## Geschichte
Gela war einst eine der bedeutendsten griechischen Siedlungen auf Sizilien. Um 688 v. Chr. wurde die Stadt von dorischen Siedlern aus Rhodos und Kreta gegründet, 45 Jahre nach Syrakus. Es wurde nach dem Fluss Gela benannt. Von Gela aus wurden weite Teile Siziliens hellenisiert und von hier aus erfolgte auch die Gründung von Akragas. Die archäologische Forschung hat im Ort und in der Umgebung eine große Zahl von Artefakten zutage gefördert, die im Archäologischen Museum von Gela gezeigt werden. Sowohl die Archäologie als auch die antike Literatur liefern ausgezeichnete Quellen zur frühen Geschichte der Gegend.
Gelon von Syrakus, Sohn des Deinomenes aus der Familie der Deinomeniden, war im 5. Jahrhundert v. Chr. Regent in Gela und Syrakus. Er war Kommandant der Kavallerie, als der Tyrann Hippokrates von Gela 491 v. Chr. starb und Gelon sein Nachfolger wurde. 485 v. Chr., als er die Gelegenheit wahrgenommen hatte, Tyrann von Syrakus zu werden, entzog er der Stadt seine Aufmerksamkeit und übergab sie seinem Bruder Hieron, der ihm wiederum 478 v. Chr. als Tyrann von Syrakus nachfolgte.
Aischylos starb hier 456 v. Chr. Im Jahr 405 v. Chr. wurde Gela von Karthago erobert, geplündert und zerstört. Gela wurde anschließend neu errichtet, jedoch im Jahr 282 v. Chr., nach einer aktuellen historischen Interpretation, von den Mamertinern erneut und diesmal restlos zerstört. Phintias von Akragas siedelte die überlebenden Einwohner im heutigen Licata an.
Im Jahr 1233 wurde die Stadt von Kaiser Friedrich II. unter dem Namen Terranova di Sicilia neu gegründet. Sie behielt diesen Namen bis 1928, als sie wieder ihren ursprünglichen Namen erhielt.
Gela hatte bis 1962 einen eigenen Flugplatz (⊙), der im Zweiten Weltkrieg zusammen mit drei weiteren benachbarten Flugfeldern militärisch genutzt wurde. Wegen deren Bedeutung waren sie 1943 ein vorrangiges Angriffsziel der Alliierten. Die Stadt Gela wurde von den Alliierten am 10. Juli 1943 während der Operation Husky erobert und war damit die erste eroberte Stadt Italiens.
1956 wurden in der nahen Umgebung von Gela Erdölquellen entdeckt und das Stadtbild ist heute geprägt von Raffinerien, Industriebetrieben und Neubausiedlungen. Zudem entwickelte sich die Stadt zu einer Hochburg der Mafia.
Der frühere Bürgermeister Gelas Rosario Crocetta, heute Gouverneur der Region Sizilien, kämpft aktiv gegen die Mafia an. So wurde z. B. im Sommer 2005 die Führung des Fußballclubs Gela Calcio durch den Bürgermeister abgesetzt, kurz bevor der Präsident des Fußballclubs wegen Schutzgelderpressung, Drogenhandels und Mafiakontakten festgenommen wurde. Heute gilt Gela als eine Stadt mit den schärfsten Anti-Mafia-Gesetzen Siziliens.

### Wappen
Das Wappen der Stadt zeigt auf rotem Grund einen Adler mit ausgebreiteten Flügeln, der mit seinen Beinen auf zwei dorischen Säulen steht. Über dem Kopf des Vogels schwebt eine Krone. Der Adler symbolisiert die Herrschaft Friedrich II, König von Sizilien. Die ursprünglich im Wappen geführte Inschrift Heraclea civitas antiquissima, die auf den antiken Ursprung der Stadt verwies, wurde im 18. Jahrhundert entfernt.

## Sehenswürdigkeiten
Vom geschichtlichen Standpunkt aus sind vor allem die Stadtteile Molino a Vento und Capo Soprano interessant.
In Molina a Vento lag die griechische Akropolis. Hier wurden Siedlungsreste aus dem 7. Jahrhundert v. Chr. und zwei der Athene geweihte dorische Tempel ausgegraben. In der Nähe befindet sich das Archäologische Museum, gegründet 1958, mit einer umfangreichen Sammlung antiker Münzen, mit korinthischen und attischen Vasen und Statuen aus Terrakotta. Die Pfarrkirche Chiesa Madre aus dem 18. Jahrhundert wurde unter anderem aus den Steinen des Tempels in Molino a Vento erbaut.
In Capo Soprano befinden sich Reste der 12 Kilometer langen Stadtmauer, die Ende des 5. Jahrhunderts v. Chr. aus Kalktuffblöcken errichtet und nach 339 v. Chr. mit ungebrannten Ziegeln erhöht wurde. Die Mauerreste waren im Dünensand begraben und wurden erst durch Ausgrabungen wieder freigelegt. Von der Befestigungsanlage sind auch die Überreste dreier Wachtürme erhalten. Außerdem entdeckte man Reste einer Nekropole aus dem 5. Jahrhundert v. Chr. und ein hufeisenförmig angelegtes Thermalgebäude mit Sitzwannen im griechischen Stil.
Das Kastell Castelluccio aus dem 14. Jahrhundert liegt weithin sichtbar auf einer Anhöhe 7 km nördlich von Gela.
Das Geloi Wetland, ein privates Naturschutzgebiet, liegt im Gemeindegebiet.

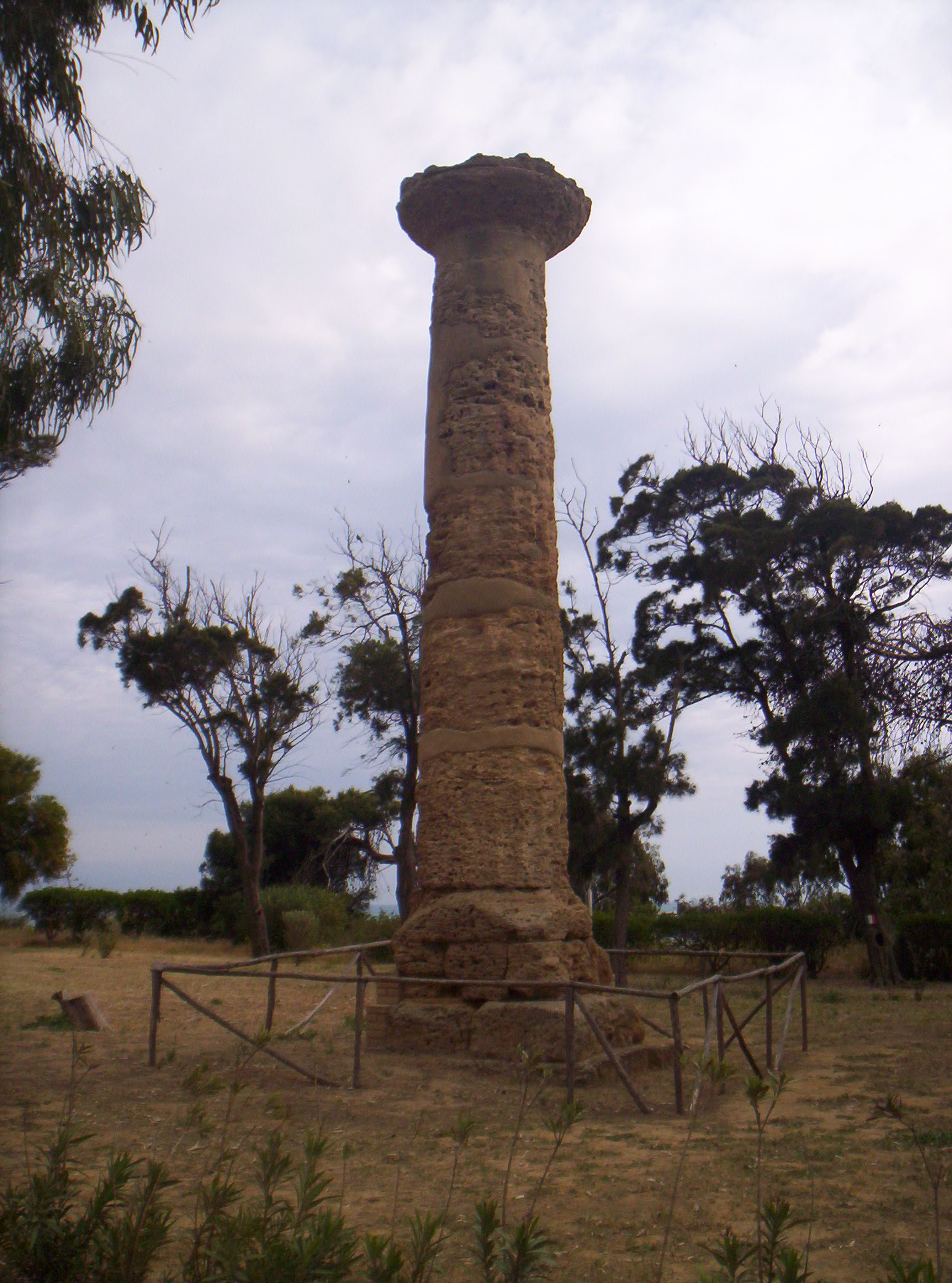
Dorische Säule
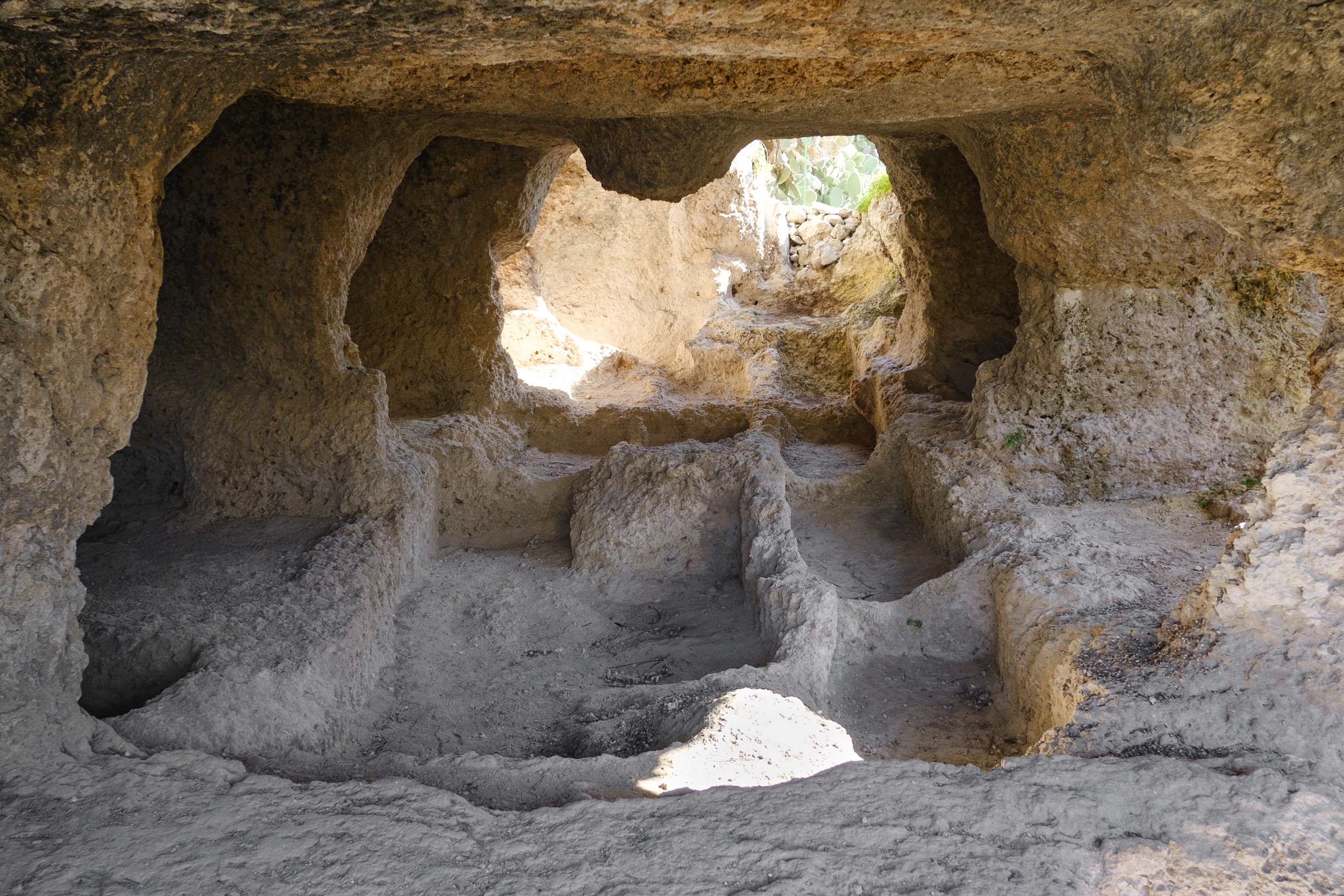
Nekropole Grotticelle
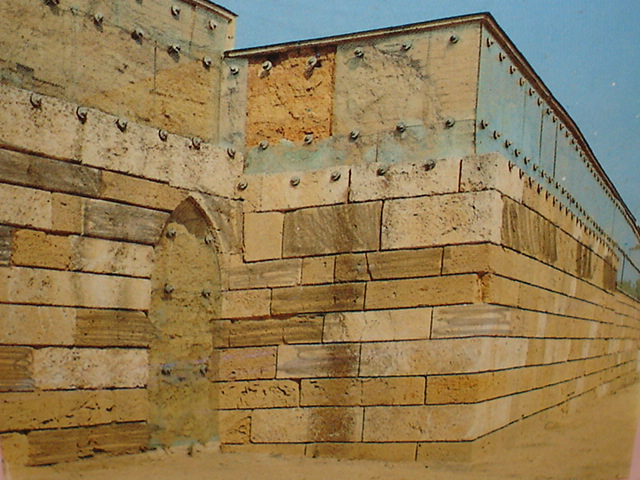
Historische Stadtmauer
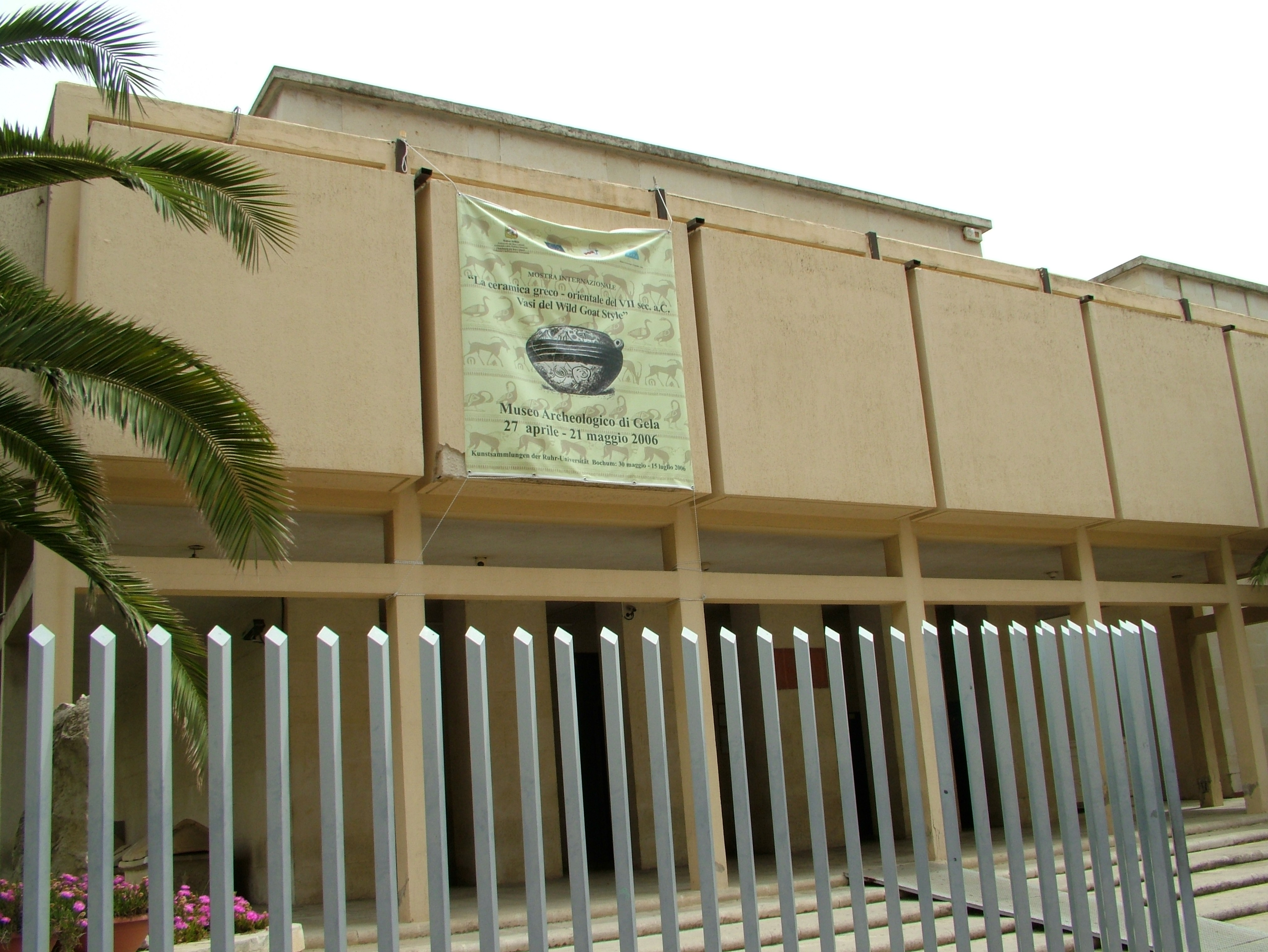
Archäologisches Museum
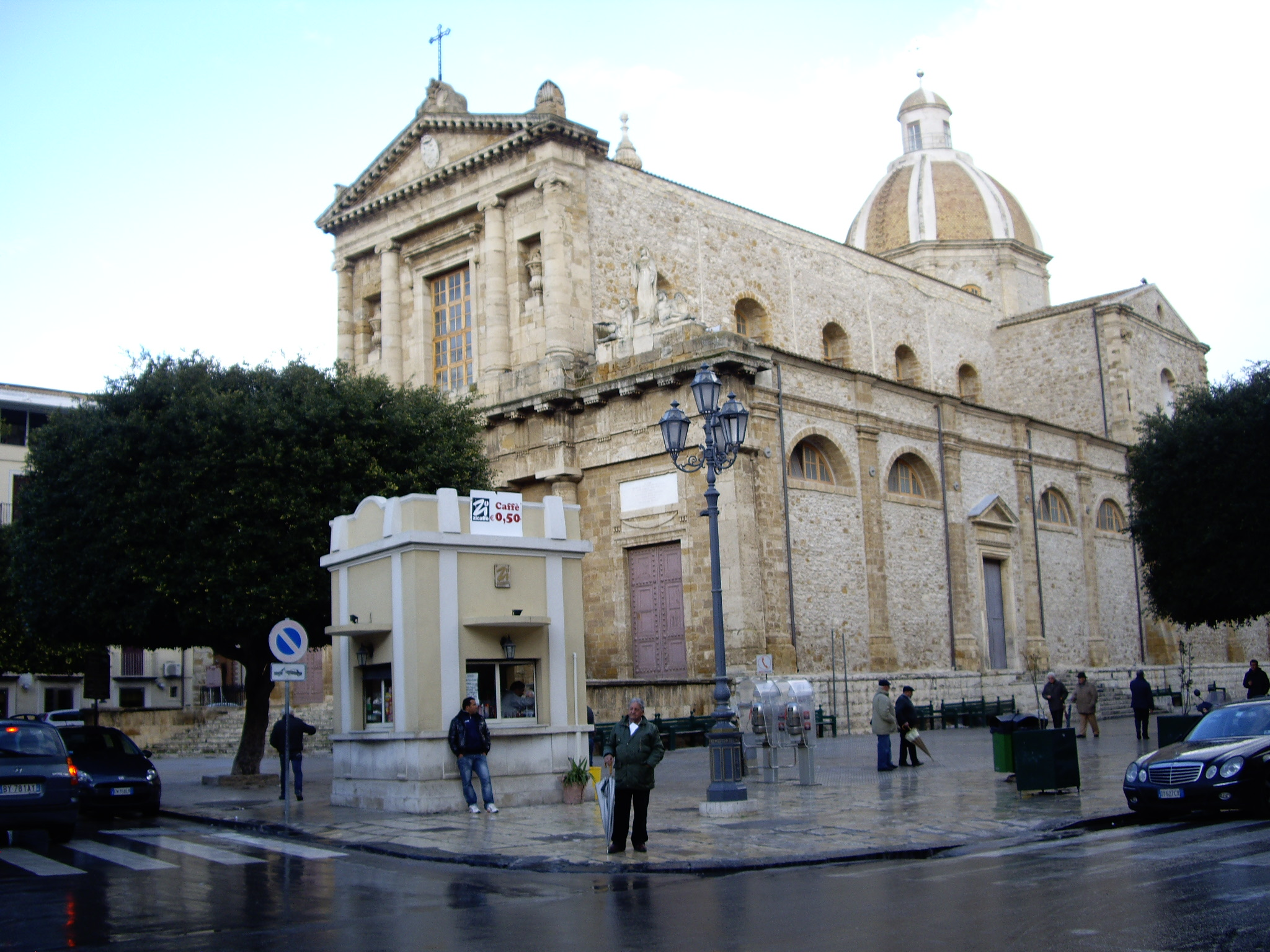
Chiesa Madre
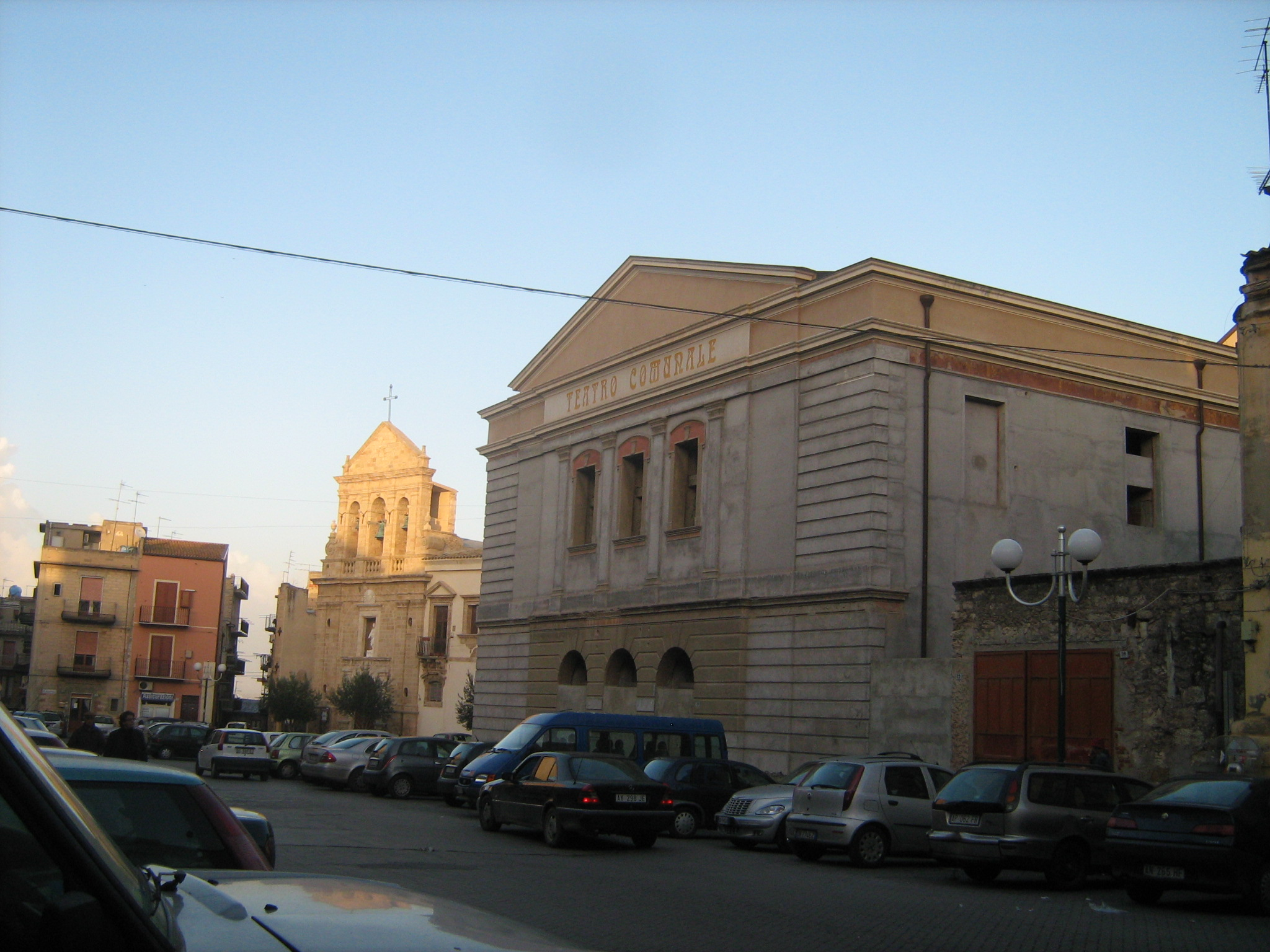
Das Theater
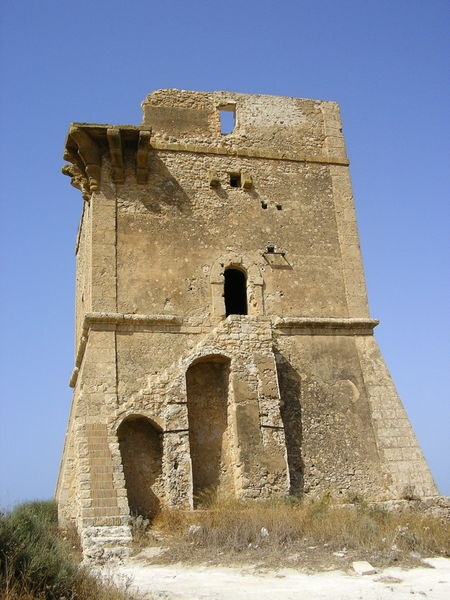
Turm von Manfria

## Veranstaltungen
- Im Sommer werden in den Ausgrabungsstätten klassische Tragödien aufgeführt.

## Söhne und Töchter der Stadt
- Antonio Maria Panebianco (1808–1885), Kurienkardinal
- Rosario Crocetta (* 1951), Politiker und ehemaliger Bürgermeister Gelas
- Roberto Boscaglia (* 1968), Fußballtrainer

## Gela in der Belletristik
Gela ist Schauplatz der Handlung der Erzählung La Garibaldina von Elio Vittorini (Bompiani, Mailand, 1956).

## Film
- Die Drachentöter von Sizilien. Bürger trotzen der Mafia. Fernseh-Reportage, 2008, 30 Min., Buch und Regie: Karl Hoffmann und Werner Zeppenfeld, Produktion: WDR, Erstsendung, 27. November 2008, Inhaltsangabe (Memento vom 3. Februar 2009 im Internet Archive) des WDR
Porträt zweier Mafiagegner in Gela: der kommunistische Bürgermeister Rosario Crocetta und der Fernseh-Journalist Pino Maniaci, der mit einem kleinen Fernsehsender (Telejato)[4] und mit Hilfe seiner Familie täglich Berichte über die Mafia sendet.